# تحولات المادة
التغير الفيزيائي تغيُّر في المادة من شكل إلى آخر دون أي تغير في تركيبها الكيميائي أو لونها أو طعمها أو رائحتها. مثل تغير المادة من حالة صلبة وحالة سائلة وحالة غازية. ويعتمد انتقال مادة ما من حالة لحالة على درجة الحرارة والضغط. وعندما تتغير حالة المادة قد يصاحب ذلك تولد الحرارة أو فقد في الحرارة، إذ أن طاقة حركة جزيئاته تزداد أو تنقص خلال هذا التحول. وتتغير حالة المواد المختلفة عند درجات حراره وضغط مختلفة.
وسنذكر هنا بعض أنواع التغيرات الفيزيائية :

### الانصهاروالغليان
عندما تسخن المادة المتجمدة ترتفع درجة حرارته وتكتسب جزيئاته طاقة حركة إلى أن يبلغ نقطة انصهار، عندئذٍ يكون لدى «الجزيئات» ما يكفي من الطاقة للانفصال عن جيرانها فينصهر الجامد ويصبح سائلا.
ويؤدي المزيد من الحرارة إلى ارتفاع درجة حرارة السائل إلى أن يبلغ نقطة الغليان، فتبتعد الجزيئات بعضها عن البعض تماما ويتحول السائل إلى حالة غازية.
في حالة المركبات وهي التي تتكون من جزيئات، تكون الجزيئات هي المشاركة الرئيسية في ظاهرة الانصهار (والتجمد) وفي ظاهرة الغليان. وبالنسبة للمعادن كالحديد والنحاس والذهب والفضة، فهي تتبلور وتنتطم الذرات في بناء بلوري في الحالة الصلبة. وتكون الذرات في هذه الحالات هي الحاملة لطاقة الحركة (الاهتزاز) في البناء البلوري وتحدد درجة الانصهار ودرجة الغليان.
بعض المواد مثل ثاني أكسيد الكربون واليود والنفثالين تتحول من غاز إلى الصلب ومن الصلب إلى غاز مباشرة دون المرور بالحالة السائله، ويسمى هذا التغير تصعيداً أو تسامي.
وتتغير نقطة انصهار مادة أو نقطة غليانها إذا كانت تحتوي على مقادير ضئيلة من مواد أخرى، فمثلاً ينصهر الجليد عند درجة الصفر المئوي وعند إضافة الملح إلى الجليد تنخفض نقطة انصهاره.
- ويمكن تعريف الانصهار على أنه تحول المادة من الحالة الصلبة إلى الحالة السائلة.
- كما يمكن تعريف الغليان على أنه تحول المادة من الحالة السائلة إلى الحالة الغازيه.

وهناك تغير فيزيائي يسمى التبخر ويعرف بنفس تعريف الغليان، ولكن في الغليان تحتاج المادة السائلة لتتحول إلى غازية إلى مصدر حراري كاللهب يقوم برفع درجة حرارته إلى نقطة الغليان، بينما يحدث التبخر دائما، أي عند أي درجة حرارة ولكن بمعدل تبخير مختلف. وعلى ذلك فالتبخير يحدث أيضا في درجة حرارة الغرفة.

### التسامي و الترسب
يعرف التسامي على أنه تحول حالة المادة من الحالة الصلبة إلى الحالة الغازية مباشرة دون المرور بالحالة السائلة.
مثال:
اليود الصلب،
الترسب يكون عكسه يسمى الترسيب (Deposition) ومثال ذلك تحول البخار إلى ثلج على أطراف ورق النبات والطلاء البخاري (Thin film) حيث يتحول المادة الكيميائية من البخار إلى طلاء صلب مباشرة.

### التكثف
عندما يبرد الغاز بدرجة كافيه يتكثف ويتحول إلى حالة سائلة، وسبب ذلك أنه يبرد فتفقد جزيئاته شيئا من طاقته الداخلية، ولا تعود قادرة على البقاء بعيدة بعضها عن بعض.
ويتكثف بخار الماء، عندما يلاقي أسطحاً باردة.
- ويمكن تعريف التكثيف على أنه تحول المادة من الحالة الغازية إلى الحالة السائلة.

التجمد :
عندما يبرد السائل بدرجة كافيه يتجمد حيث أن جزيئاته تفقد مزيداً من الطاقة وتتغلب قوى التجاذب فيما بينها على حركاتها العشوائية، وغالبا تتحول المادة الصلبة عندئذ إلى بلورات.
ويعرف التجمد على أنه تحول المادة من الحالة السائلة إلى الحالة الصلبة.
مما سبق نلاحظ ان هذه التغيرات :
أ- عكوسه، أي انه يمكن أن تتحول المادة من شكل إلى آخر ثم تعود لنفس الشكل الأول مرة أخرى فمثلا:
1- التجمد هو عكس الانصهار.
2- التبخر هو عكس التكثف.
3- التسامي هو عكس الترسب
ب- ان هذه التغيرات تحتاج إلى طاقة أو تُطلق طاقة والطاقة التي ترتبط بالتغيرات الفيزيائية هي الطاقة الحرارية.
ج- أن التغيرات الفيزيائية لا يصحبها تغير في تركيب المادة، فالماء يتغير من شكل إلى آخر ولكن يبقى تركيب جزيئاته كما هو H2O.

## الحمات «الينابيع الحارة»
هي نافورات من المياة الساخنة المغلية والبخار، تنبثق من قشرة الأرض وتنشأ عندما تسخِّن الصخور الحارة تحت الأرض المياه الباطنية ويبدأ الغليان. وعندما يتحول الماء إلى بخار يتراكم الضغط في فراغات ما بين الصخور، وعند وصول الضغط إلى حد معين تنبجس الحمة مطلقة نافوره من البخار والماء عالياً في الهواء.

## النقطة المادية
نسمي نقطة مادية كل جسم تكون أبعاده صغيرة أو مهملة بالنسبة للكل المزاية للحركة المدروسة، وهندسيا نمثل الجسم بنقطة M.
مثال: الطائرة نقطة مادية مقارنة مع المسافات التي تقطعها.

## اقرأ أيضا
- ترموديناميك
- حالة المادة
- نقطة حرجة (ديناميكا حرارية)